# Comté de Johnson (Indiana)
Pour les articles homonymes, voir Johnson et Comté de Johnson.
Le comté de Johnson  est un comté de l'État de l'Indiana, aux États-Unis. Il comptait 115 209 habitants en 2000. Son siège est Franklin.